# Andréia Suntaque
Andréia Suntaque, född den 14 september 1977 i Paraná, Brasilien, är en brasiliansk fotbollsspelare. Vid fotbollsturneringen under OS 2008 i Peking deltog hon i det brasilianska lag som tog silver. 